# Rejon Astara
Rejon Astara – rejon w południowo-wschodnim Azerbejdżanie.